# Massimo Ruggeri
Massimo Ruggeri (Rimini, 26 luglio 1972) è un ex cestista italiano.

## Carriera

### Club

Ruggeri nel 1990-1991 al Basket Rimini

Ruggeri crebbe nella squadra della sua città, il Basket Rimini, con cui vinse un titolo juniores al fianco, tra gli altri, di Carlton Myers, Franco Ferroni e Renzo Semprini. Il suo debutto in prima squadra si concretizzò nel corso della stagione 1988-1989, durante la quale collezionò la prima presenza in Serie A2. Due anni più tardi, con i biancorossi retrocessi in B1, fece parte della rosa che centrò un'immediata risalita in A2. L'anno seguente Rimini ottenne la seconda promozione nel giro di due anni tornando in Serie A1: Ruggeri poté dunque disputare la sua prima annata nella massima serie, conclusa a livello personale con 11,6 punti in 23,9 minuti di media ma con la retrocessione dei biancorossi in A2. Le sue medie e il suo minutaggio continuarono a salire anche nelle due annate seguenti, visto che nel 1993-1994 viaggiò a 13,8 punti in 28,2 minuti a partita, mentre nel 1994-1995 realizzò 14,2 punti in 31,5 minuti di utilizzo medio.
Le sue prestazioni attirarono l'attenzione della Fortitudo Bologna, che lo acquistò a titolo definitivo nella stessa estate in cui la dirigenza felsinea comprò anche Carlton Myers. Al suo primo anno in biancoblu, Ruggeri collezionò 6,2 punti in 18,4 minuti di media. Nell'annata seguente i punti di media furono 3,9 e i minuti 11,1.
Nel luglio del 1997 passò per un anno all'Olimpia Milano come parziale contropartita tecnica nell'operazione di mercato che portò in Emilia Gregor Fučka. Le statistiche milanesi di Ruggeri furono di 6,3 punti in 16,7 minuti a gara.
In vista della stagione 1998-1999, Ruggeri tornò a vestire la canotta del Basket Rimini con la formula della cessione temporanea del contratto. Con il rientro a Rimini, Ruggeri tornò ad avere un minutaggio superiore ai 20 minuti a partita (23,4), durante i quali segnò 8,8 punti di media. La squadra si qualificò per i quarti di finale dei play-off scudetto.
Dopo i due anni trascorsi altrove, nell'estate del 1999 la Fortitudo decise di mantenere in rosa Ruggeri senza mandarlo in prestito. Egli partecipò così alla conquista del primo scudetto della storia fortitudina, con un apporto personale di 2,9 punti in 7,2 minuti nelle 15 presenze effettive da lui collezionate, a fronte di 24 apparizioni a referto. Rimase in biancoblu anche per il campionato 2000-2001, nel quale migliorò leggermente le statistiche rispetto all'anno precedente.
Il suo secondo biennio bolognese fu l'ultimo da lui trascorso in Serie A1.
Nell'estate del 2001 infatti ritornò nuovamente a Rimini, squadra che era appena retrocessa in Legadue e che aveva appena assunto la denominazione di Crabs. Qui salta le prime undici giornate per un infortunio. Da inizio dicembre alla fine del campionato disputò 26 partite a 9,8 punti di media in 25 minuti di gioco a gara. Essa fu di fatto la sua ultima stagione nella squadra della sua città natale.
Successivamente trascorse un'annata a Reggio Emilia, sempre in Legadue. Giocò titolare in ogni partita, ovvero le 32 di regular season (dove viaggiò a 10,6 punti) più le 5 dei quarti di finale play-off che videro i reggiani uscire ai quarti di finale contro Jesi.
Nel luglio del 2003 si trasferì a titolo definitivo alla Sutor Montegranaro, scendendo così a giocare nella terza serie nazionale. La stagione della formazione gialloblu si concluse con la finale play-off vinta contro la NSB Rieti e con la conseguente promozione in Legadue. Ruggeri iniziò la Legadue 2004-2005 con i marchigiani partendo perlopiù dalla panchina, poi nel gennaio del 2005 scese ancora in Serie B d'Eccellenza con il passaggio all'AB Latina. Il campionato 2006-2007 lo giocò in quarta serie con la canotta del Gandino Bologna, spostandosi di pochi chilometri un anno più tardi con il passaggio ad Anzola, ancora in B2. Fece poi un'ultima parentesi in terza serie con l'ingaggio da parte della Potenza 84, mentre due anni più tardi firmò con la Viola Reggio Calabria in B2.

### Nazionale
Nel corso della sua carriera collezionò 32 presenze in maglia azzurra tra il 1992 e il 2001, talvolta in formazioni sperimentali ma comunque utili per indossare al collo le medaglie d'argento ai Goodwill Games 1994 e ai Giochi del Mediterraneo 1997.

## Palmarès
- Campionato italiano: 1

Fortitudo Bologna: 1999-2000
- 1994: Argento ai Goodwill Games di San Pietroburgo
- 1997: Argento ai Giochi del Mediterraneo di Bari

## Record in Serie A
- Punti - 31 contro Trapani
- Tiri da due realizzati - 13 (2 volte)
- Tiri da due tentati - 19 contro Sassari
- Tiri da tre realizzati - 3 (5 volte)
- Tiri da tre tentati - 8 contro Trieste
- Tiri liberi realizzati - 10 contro Pavia
- Tiri liberi tentati - 13 contro Montecatini
- Rimbalzi offensivi - 7 contro Treviso
- Rimbalzi difensivi - 9 (7 volte)
- Rimbalzi totali - 12 contro Treviso
- Assist - 3 (3 volte)
- Palle recuperate - 7 (2 volte)
- Schiacciate - 1 (21 volte)
- Minuti giocati - 43 contro Gorizia